# Tony Banks

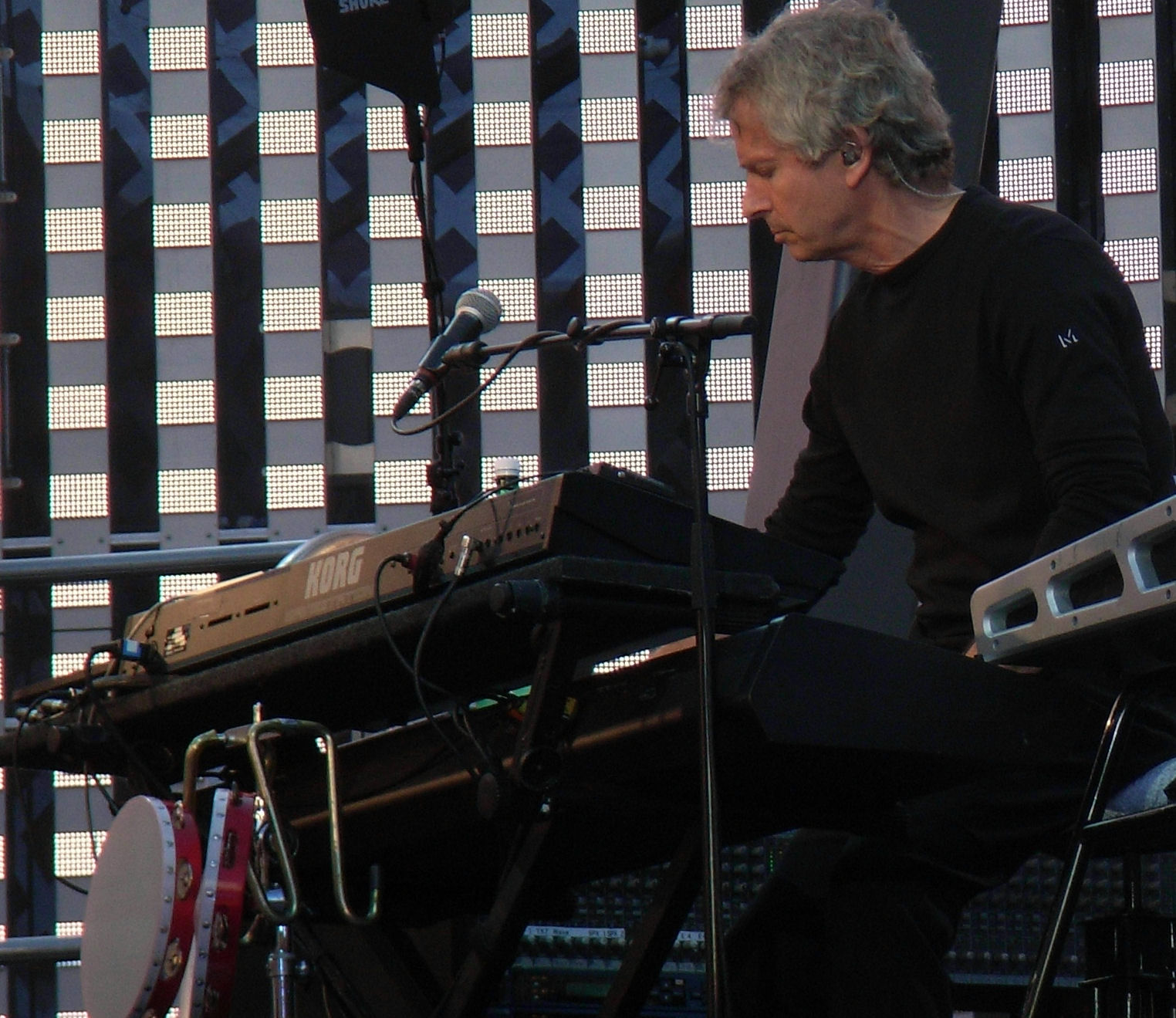
Tony Banks în 2007

Anthony George „Tony” Banks (n. 27 martie 1950) este un compozitor, pianist și chitarist. Banks este unul din membrii fondatori ai formației Genesis.